# Комиксы Албании
Комиксы Албании создаются преимущественно уроженцами Косово. В албанской культуре подобные произведения называются «fumeti» (алб. облачка дыма) и до недавнего времени не были распространены в Албании в связи с жёсткой цензурой. В Косово издаётся журнал комиксов на албанском языке «Leon», наиболее популярные комиксы на албанском — «Tafë Kusuri» (старейший персонаж, его создателями являются Агим Кена и его сын Ррон), «Garfield» и «Calvin and Hobbes», публикуемые в газете «Koha Ditore».

## Краткая история
Комиксы Албании и Косово были вдохновлены аналогичной субкультурой комиксов Югославии. Первый комикс «Tafë Kusuri» был опубликован в газете «Rilindija» Агимом Кена. В 1990-е годы на юге Югославии в Косово издавался журнал комиксов на албанском «Strip Arti», куда входили как местные комиксы, так и переведённые на албанский. Субкультура комиксов была популярна среди детей и подростков даже после закрытия журнала из-за недостатка средств. Ещё один журнал «Hapi Alternativ», редактором которого был фанат комиксов Петрит Селими, издавал как местные, так и зарубежные комиксы, впервые переведя комиксы о Хеллбое на албанский.
В 1990-е и 2000-е издавались журналы «Hareja» (редактор Ибрагим Кадриу, ежемесячные выпуски) и «Vizatori» (детская рубрика в газете «Koha Ditore»). Издательский дом «Rrota» перевёл на албанский комиксы «Человек-паук», «Алан Форд» и «Люди Икс» в 2003 году, а затем стал издавать ежемесячный журнал «Pishpiriku» для детей, где на 5 страницах публиковался комикс авторства Trembelat. Газета «Daily Zeri» в 1999 году публиковала оригинальные работы, в 2003 году еженедельник «Java» выпустил комикс Rrotelat авторства Эдона Мухаджери.
В албанском языке комиксы называются «stripa»: слово пришло из английского языка в сербохорватский, а затем оттуда перекочевало и в албанский. В настоящее время комиксы публикуются в газете «Rilindja», ограниченные копии продаются в одном из районов Приштины в кофе-магазине Stripdepot и кафе Dit' e Nat'. Основателем Stripedpot является Петрит Селими. В 1997-1998 годах школа комиксов существовала в Косово и спонсировалась фондом Сороса, но в связи с начавшейся войной была закрыта.

## Авторы
- Косовские албанцы: Агим Кена, Шпенд Када[7], Бинджамен Хаджа, Валдет Гаши, Гьон Марку, Гани Сундури, Гани Якупи, Фахри Аджанела
- Албанцы в Албании: Шпенд Бенгу[1]
- Газеты и журналы: Rilindja, Rrota, Hareja, Hapi Alternativ, Koha